# Саґське повстання
Саґське повстання (яп. 佐賀の乱, さがのらん, саґа но ран; 1 лютого — 1 березня 1874) — антиурядове повстання нетитулованої шляхти в Японії, що відбулося 1874 року на півночі острова Кюсю, на території префектури Саґа, під проводом Ето Сімпея і Сіми Йосітаке. Закінчилося перемогою урядових сил і стратою лідерів повстанців.

## Короткі відомості
В серпні — жовтні 1873 року, в ході дебатів про завоювання Кореї, в префектурі Саґа сформувалися дві партії нетитулованої шляхти: Партія завоювання Кореї і Патріотична партія. Перша об'єднувала радикалів-прогресистів, а друга — консерваторів. В січні 1874 року, після урядової кризи, Партію завоювання Кореї очолив Ето Сімпей, колишній Імператорський радник, а головою Патріотичної партії став Сіма Йосітаке, колишній голова префектури Акіта. 1 лютого обидві партії об'єдналися і повстали проти уряду. Зі свого боку, 4 лютого уряд віддав наказ Імперській армії придушити повстання.
13 лютого Ето Сімпей видав «маніфест про вирішальну битву», в якому закликав усіх колишніх самураїв Японії приєднатися до антиурядового виступу. 18 лютого повстанці успішно захопили управління префектури Саґа, але очікуваної зангальнонаціональної підтримки не отримали. Бої із урядовими військами тривали два тижні, в ході яких повсталі зазнали поразки. В квітні поліція арештувала лідерів виступу: Ето Сімпея, що переховувався в Коті і Сіму Йосітаке, що переховувався в Каґосімі. Їх стратили, виставиши голови на всенародний показ. Разом із лідерами повстанців уряд скарав на смерть 400 опозиціонерів, учасників повстання.
Саґське повстання було першим збройним виступом в історії нової Японії, скерованим проти олігархізації центрального уряду та непопулярних урядових реформ.